# 노빠
노빠는 대한민국의 제16대 대통령 노무현의 빠를 의미하는 단어이다.

## 같이 보기
- 깨시민
- 친노
- 노사모